# Mórdor

Escut fictici de Mórdor

En l'univers ficitici de J.R.R. Tolkien, Mórdor és el regne al sud-est de la Terra Mitjana, on resideix el Senyor Fosc Sàuron. Una particularitat de la terra de Mórdor és que l'envolten tres grans serralades, que li fan de frontera al nord, oest i sud.
A l'obra El Senyor dels Anells, Mórdor té un paper principal perquè és l'objectiu del viatge d'en Frodo i d'en Sam per destruir l'Anell Únic.

## Geografia
La terra de Mórdor és una les restes que queden de les obres devastadores de Mórgoth, formada per successives erupcions volcàniques. Ja va rebre el nom de Mórdor (Terra Fosca o Terra d'Ombra) abans de l'arribada de Sàuron, a causa del fum dels volcans que cobria el cel.
Mórdor és protegida per tres serralades, situades de manera que conformen aproximadament tres costats d'un rectangle: Èred Lithui al nord, Èphel Duath a l'oest, i una serralada sense nom (o potser encara s'anomena Èphel Duath) al sud. A la cantonada nord-occidental s'hi troba la profunda vall d'Udûn, que era l'única entrada a Mórdor que permetria l'accés de grans exèrcits i on hi havia la Porta Negra de Mórdor que la protegia.
La principal fortalesa de Sàuron, la torre fosca de Bàrad-dûr, es trobava als vessants de l'Èred Lithui. Al sud-oest de Bàrad-dûr s'estenia l'àrida plana de Gòrgoroth i el gran volcà Oròdruin, conegut com el Mont del Fat.
La part sud de Mórdor, Nurn, és una mica més fèrtil. Els nutrients que hi deixa la cendra del Mont del Fat i la humitat del mar interior de Nurn hi permeten una agricultura de secà.
Mórdor limita a l'oest amb la Terra d'Ithílien i el riu Ànduin, al nord-est amb Rhûn, i al sud-est amb Khand.

## Onomàstica
En les llengües de l'univers de Tolkien, Mórdor té dos significats: en síndarin significa "Terra Negra", i en quenya vol dir "Terra de l'Ombra". L'arrel mor ("negre", "fosc") apareix en molts altres mots èlfics com Mòria, Moriquendi, o Morwen. Dor ("terra") també es troba a Góndor, Eriador, o Dòriath.
Fora del context de la Terra Mitjana tenim l'etimologia de l'anglès antic morðor, que significa "pecat mortal" ("murder" [assassinat] deriva d'aquí). No és inhabitual que els noms ficticis inventats per Tolkien tinguin significats en diferents llenguatges, tant els inventats com els reals.